# Újraelemzési pont
Az újraelemzési pont (reparse point) a Microsoft által kifejlesztett NTFS fájlrendszer egy objektumtípusa. A Windows 2000-ben jelent meg, tehát az NTFS 3.0 verziójában. Az újraelemzési pontok az NTFS fájlrendszer kibővítésére szolgálnak; a mappabejegyzéshez adott extra információ alapján egy fájlrendszerszűrő dönti el, mit kezd az adattal. Az újraelemzési pontok lehetővé teszik kötetcsatolási pontok (volume mount point), szimbolikus linkek, könyvtárcsatolási pontok (NTFS junction point) létrehozását, és a Windows 2000 hierarchikus adattároló rendszerének alapját képezik. A felhasználó szempontjából a hard linkhez hasonlóan viselkednek, de nem csak ugyanazon a köteten lévő fájlra mutathatnak, hanem bármilyen helyi köteten lévőre.